# Walid Regragui
Walid Regragui (em árabe: وليد الركراكي; Corbeil-Essonnes, 23 de setembro de 1975) é um treinador e ex-futebolista marroquino de origem francesa que atuava como lateral-direito. Atualmente comanda a Seleção Marroquina.

## Copa do Mundo de 2022
Teve uma das campanhas de maior destaque durante a Copa do Mundo FIFA de 2022, levando a zebra seleção marroquina até às semifinais, sendo derrotada pela futura vice-campeã França, disputando o terceiro lugar com a então vice-campeã Croácia, perdendo por 2 a 1. Foi a melhor campanha de uma seleção africana na história da Copa do Mundo, superando Gana em 2010, Senegal em 2002 e Camarões em 1990. Pela sua campanha e semelhança física, foi comparado ao icônico técnico Josep Guardiola, o qual já disse ser sua inspiração, mas que não acredita que a forma de Guardiola seja a sua única tática vitoriosa.

## Títulos

### Como jogador
Ajaccio
- Ligue 2: 2001–02

### Como treinador
FUS Rabat
- Copa do Marrocos: 2013–14
- Campeonato Marroquino: 2015–16

Al-Duhail
- Q-League: 2019–20

Wydad Casablanca
- Campeonato Marroquino: 2021–22
- Liga dos Campeões da CAF: 2021–22